# بير ماثياس جسبرسن
بير ماثياس جسبرسن (بالنرويجية البوكمول: Per Mathias Jespersen)‏ هو لاعب جمباز فني نرويجي، ولد في 29 مارس 1888 في شين في النرويج، وتوفي في 13 يوليو 1964 في أوسلو في النرويج.

## وصلات خارجية
- بير ماثياس جسبرسن على موقع اللجنة الأولمبية الدولية (الإنجليزية)
- بير ماثياس جسبرسن على موقع أوليمبيديا (الإنجليزية)